# Johnny Aubert (pilote moto)
Pour les articles homonymes, voir Johnny Aubert et Aubert.
Johnny Aubert, né le 31 mai 1980 à Maubeuge, est pilote de motocross, enduro et rallye-raid français. 

## Palmarès

### Championnat du monde de motocross
| Saison | Classe  | Équipe    | Classement |
| ------ | ------- | --------- | ---------- |
| 1998   | 125 cm3 | Kawasaki  | 22e        |
| 1999   | 125 cm3 | Husqvarna | 15e        |
| 2000   | 125 cm3 | Honda     | 27e        |
| 2001   | 125 cm3 | Yamaha    | 11e        |
| 2002   | 250 cm3 | Yamaha    | 12e        |
| 2003   | 250 cm3 | Yamaha    | 18e        |

### Championnat du monde d'enduro
| Saison | Classe | Équipe | Victoires | Classement |
| ------ | ------ | ------ | --------- | ---------- |
| 2006   | E2     | Yamaha | 3         | 4e         |
| 2007   | E2     | Yamaha | 7         | 3e         |
| 2008   | E2     | Yamaha | 5         | 1er        |
| 2009   | E2     | KTM    | 13        | 1er        |
| 2010   | E1     | KTM    | 4         | 2e         |
| 2011   | E2     | KTM    | 3         | 12e        |

### Championnats de France de motocross
- Champion de France en 2009 en Inter / Élite E2

### Championnat de France d'enduro
- Champion en 1993, 80 cm3 Cadet
- Champion en 1996, 125 cm3 Junior
- Champion en 1999, 125 cm3 Elite

### Résultats au Rallye Dakar
| Année | Catégorie | Marque  | Poste                           | Position      |
| ----- | --------- | ------- | ------------------------------- | ------------- |
| 2012  | moto      | KTM     | pilote                          | 14e           |
| 2018  | moto      | Gas Gas | pilote                          | 6e            |
| 2020  | moto      | Sherco  | pilote                          | Ab. (étape 6) |
| 2022  | auto      | MD      | copilote de Christian Lavieille | 16e           |

### Autres compétitions
- Vainqueur de l'Aveyronnaise Classic en 2008 ainsi qu'en 2018.
- Vainqueur de la Val de Lorraine Classic en 2019.